# 多摩川橋 (第三京浜道路)
多摩川橋（たまがわばし）は、東京都世田谷区野毛地先 - 神奈川県川崎市高津区北見方地先の多摩川に架かる第三京浜道路（国道466号）の橋長382.9 m（メートル）の桁橋。

## 概要
第三京浜道路の玉川インターチェンジと玉川料金所の間にある橋で、玉川IC側からは最初の橋である。片側3車線。
上り線は、終点の玉川ICにおいて東京都道311号環状八号線との合流渋滞が発生するため、しばしば橋の上まで渋滞が続く。
- 形式 - 鋼2+3+4径間連続鈑桁橋
- 橋格 - 一等橋 (TL-20)
- 橋長 - 382.900 m
  - 支間割 - (35.000 m + 39.600 m) + (47.600 m + 56.000 m + 47.600 m) + (39.600 m + 2×40.000 m + 35.000 m)
- 幅員
  - 総幅員 - 2×15.140 m
  - 有効幅員 - 2×14.050 m
- 床版 - 鉄筋コンクリート
- 総鋼重 - 2092.6 t
- 施工 - 三菱重工業[注釈 1]
- 架設工法 - ステージング工法

## 歴史
第三京浜道路の多摩川を渡る橋梁として1期橋が1963年（昭和38年）8月 - 1964年（昭和39年）8月の工期で上部工工事が実施され、1964年（昭和39年）10月6日に開通し、2期橋も1964年（昭和39年）9月 - 1965年（昭和40年）2月の工期で上部工工事が実施され1965年（昭和40年）12月19日に完成形で供用された。

## 隣の橋
- 多摩川
  - （上流） - 東名多摩川橋 - 新二子橋－二子橋 - 東急田園都市線多摩川橋梁 - 多摩川橋 - 東急東横線多摩川橋梁 - 丸子橋 - 東海道新幹線多摩川橋梁 - 品鶴線多摩川橋梁 - （下流）